# Campionati europei di ciclismo su pista 2018 - Chilometro a cronometro
La chilometro a cronometro ai Campionati europei di ciclismo su pista 2018 si è svolta il 4 agosto 2018 presso la Commonwealth Arena and Sir Chris Hoy Velodrome di Glasgow, nel Regno Unito.

## Podio
| Pos.    | Atleta          | Nazionalità |
| ------- | --------------- | ----------- |
| Oro     | Matthijs Büchli | Paesi Bassi |
| Argento | Joachim Eilers  | Germania    |
| Bronzo  | Sam Ligtlee     | Paesi Bassi |

## Risultati

### Qualifiche
I migliori 8 tempi si qualificano alla finale
| Posizione | Atleta              | Nazione       | Tempo    | Gap    | Note |
| --------- | ------------------- | ------------- | -------- | ------ | ---- |
| 1         | Matthijs Büchli     | Paesi Bassi   | 59.783   |        | Q    |
| 2         | Joachim Eilers      | Germania      | 1:00.735 | +0.952 | Q    |
| 3         | Michaël D'Almeida   | Francia       | 1:00.926 | +1.143 | Q    |
| 4         | Quentin Lafargue    | Francia       | 1:00.929 | +1.146 | Q    |
| 5         | Maximilian Dornbach | Germania      | 1:01.193 | +1.410 | Q    |
| 6         | Francesco Lamon     | Italia        | 1:01.342 | +1.559 | Q    |
| 7         | Sam Ligtlee         | Paesi Bassi   | 1:01.388 | +1.605 | Q    |
| 8         | Robin Wagner        | Rep. Ceca     | 1:01.830 | +2.047 | Q    |
| 9         | Tomáš Bábek         | Rep. Ceca     | 1:01.928 | +2.145 |      |
| 10        | Joseph Truman       | Gran Bretagna | 1:02.167 | +2.384 |      |
| 11        | José Moreno Sánchez | Spagna        | 1:02.515 | +2.732 |      |
| 12        | Uladzislau Novik    | Bielorussia   | 1:02.612 | +2.829 |      |
| 13        | Alexander Dubchenko | Russia        | 1:02.646 | +2.863 |      |
| 14        | Ayrton De Pauw      | Belgio        | 1:02.708 | +2.925 |      |
| 15        | Alexandr Vasyukhno  | Russia        | 1:02.759 | +2.976 |      |
| 16        | Daniel Rochna       | Polonia       | 1:03.038 | +3.255 |      |
| 17        | Francesco Ceci      | Italia        | 1:03.101 | +3.318 |      |
| 18        | Alejandro Martinez  | Spagna        | 1:03.192 | +3.409 |      |
| 19        | Maksym Lopatiuk     | Georgia       | 1:03.886 | +4.103 |      |
| 20        | Norbert Szabo       | Romania       | 1:05.642 | +5.859 |      |

### Finale
| Posizione | Atleta              | Nazione     | Tempo    | Gap    |
| --------- | ------------------- | ----------- | -------- | ------ |
| 1         | Matthijs Büchli     | Paesi Bassi | 1:00.134 |        |
| 2         | Joachim Eilers      | Germania    | 1:00.361 | +0.227 |
| 3         | Sam Ligtlee         | Paesi Bassi | 1:00.905 | +0.771 |
| 4         | Quentin Lafargue    | Francia     | 1:00.929 | +0.795 |
| 5         | Maximilian Dörnbach | Germania    | 1:01.166 | +1.032 |
| 6         | Michaël D'Almeida   | Francia     | 1:01.499 | +1.365 |
| 7         | Robin Wagner        | Rep. Ceca   | 1:01.508 | +1.374 |
| 8         | Francesco Lamon     | Italia      | 1:01.680 | +1.546 |